# Johanna Jura
Johanna Jura, geborene Klitsch (* 5. Juli 1923 in Gerbstedt; † 12. April 1994 in Berlin-Mahlsdorf) war eine deutsche Bildhauerin und Keramikerin.

## Leben

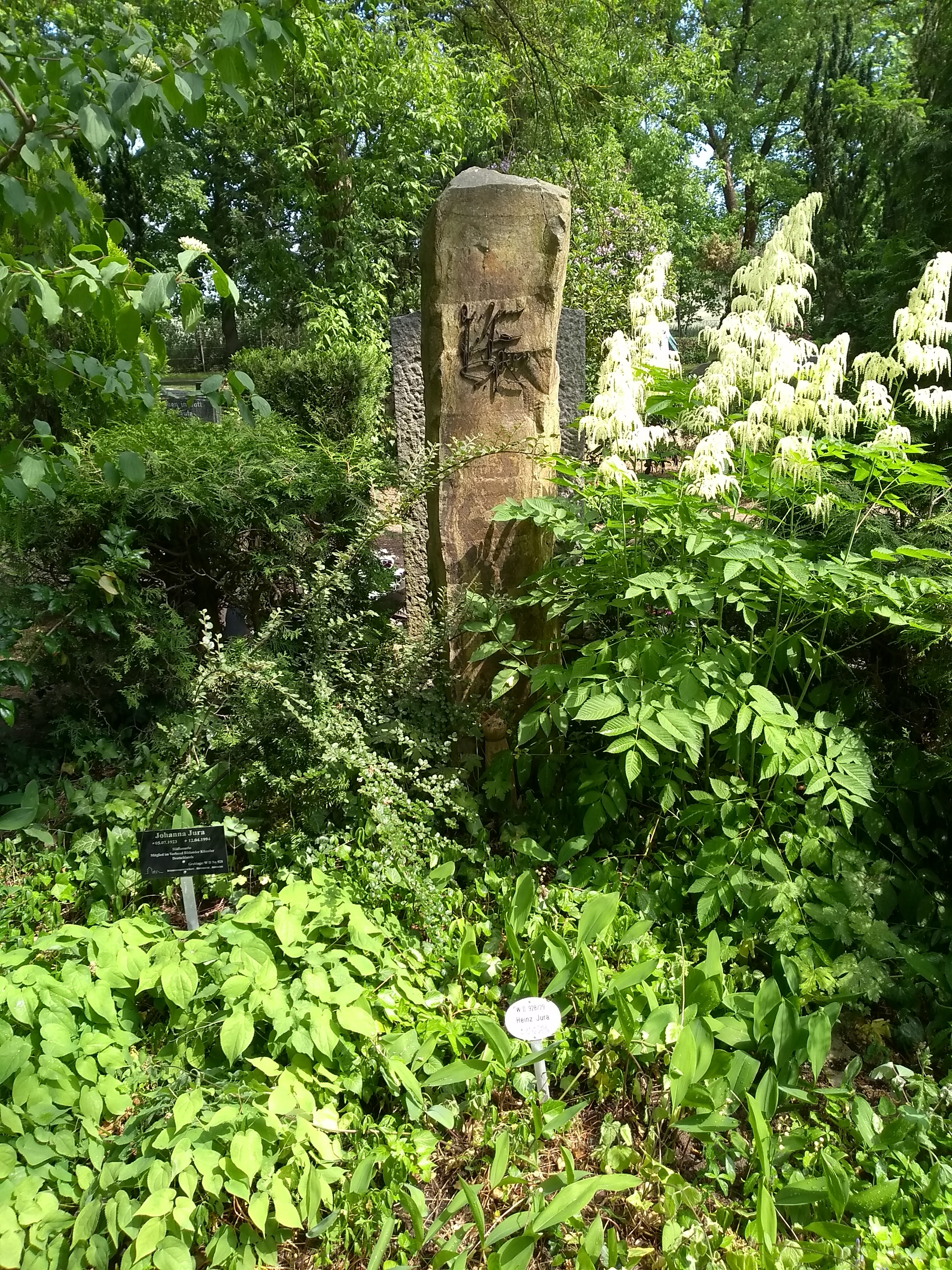
Grab auf dem Waldkirchhof Berlin-Mahlsdorf

Von 1942 bis 1946 studierte sie Bildhauerei und Bildweberei an der Kunstschule Burg Giebichenstein in Halle (Saale). Danach absolvierte sie von 1946 bis 1948 eine Meisterklasse bei Gustav Weidanz. 1947 wurde sie Gründungsmitglied der Halleschen Künstlervereinigung „Die Fähre“.
Seit 1949 war sie freischaffend als Bildhauerin, Weberin und Keramikerin tätig, zunächst bis 1959 in Halle. Hier hatte sie von 1949 bis 1951 einen Lehrauftrag für plastisches Gestalten am Institut für Kunsterziehung der Martin-Luther-Universität. 1959 siedelte sie nach Erfurt um, ab 1964 lebte sie in Berlin-Mahlsdorf. Dort richtete sie 1979 eine Keramikwerkstatt ein und wandte sich vollständig der keramischen Kleinplastik zu. Im Mittelpunkt stand dabei der Mensch als Einzelfigur und in Skulpturengruppen.
Ihr Grab befindet sich auf dem Waldkirchhof Berlin-Mahlsdorf.

## Werke (Auswahl)

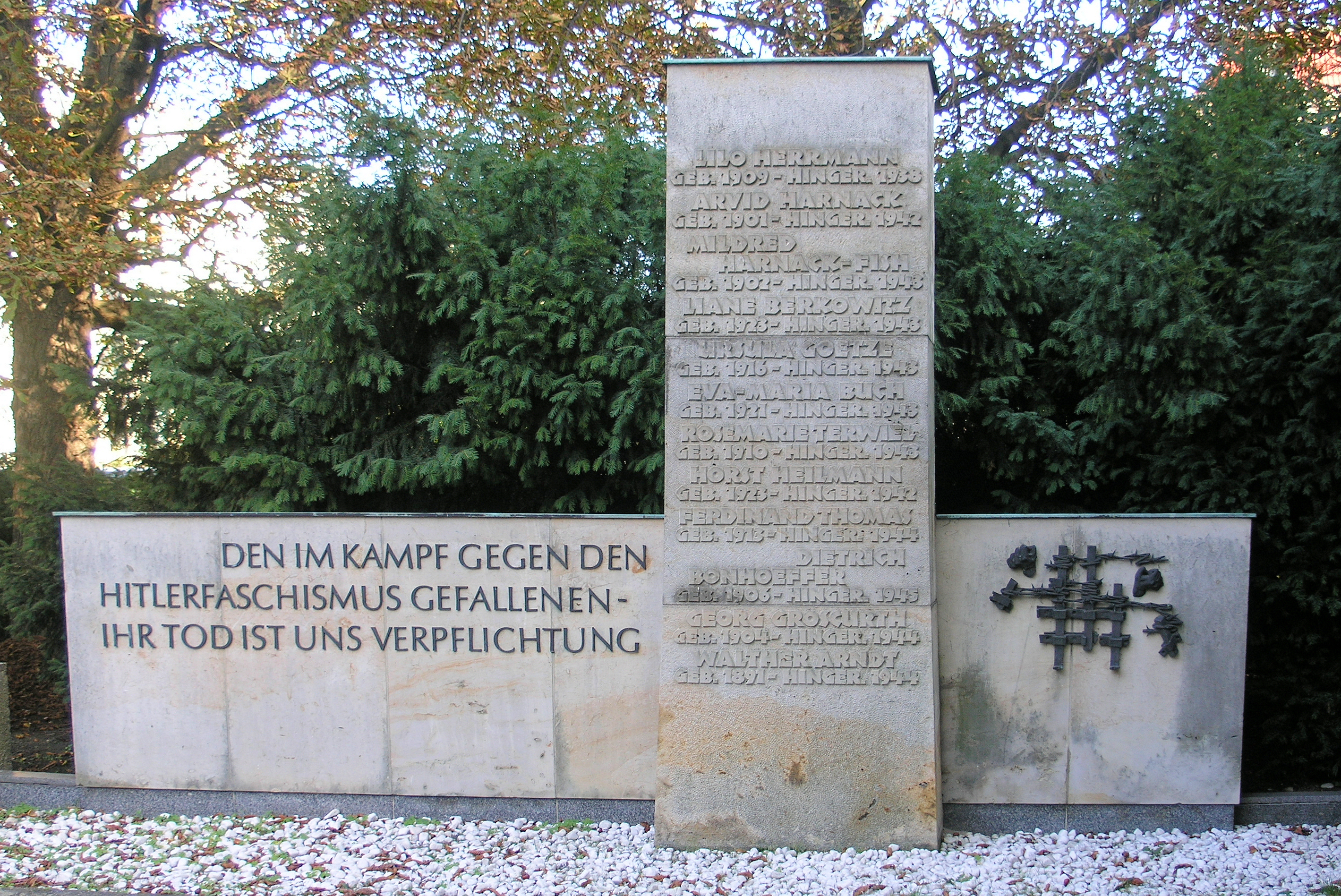
Mahnmal im Innenhof der Humboldt-Universität Berlin

Zu ihren Arbeiten gehören Werke der baugebundenen Kunst im öffentlichen Raum in Berlin, Porträts, Skulpturen, Reliefs und Kleinplastiken.
- 1968: Toranlage mit drei Reliefbändern (Illustration der „Harzreise“ Heinrich Heines) im Eingangsbereich einer Kindereinrichtung im Heinrich-Heine-Viertel Berlin
- 1968: Sportlerin im Landschaftsgarten „An der Parkaue“ in Berlin-Lichtenberg
- 1969/1970: mehrteiliges Relief Kinderkreuzzug 1939 nach einem Gedicht von Bertolt Brecht (heute an ihrem ehemaligen Wohnhaus am Hultschiner Damm 71) in Berlin-Mahlsdorf
- 1973: Mahnmal Gegen den Atomkrieg in der Frankfurter Allee
- 1975–1978: Gruppenplastik Kind mit Katzen im damaligen Neubaugebiet Greifswalder Straße
- 1976: Mahnmal für die Opfer des Faschismus im Innenhof der Humboldt-Universität

## Ausstellungen

### Einzelausstellungen (Auswahl)
- 2006: Halle/Saale, Galerie Marktschlösschen (Plastik und Zeichnungen)[2]

- 2018: Berlin, Bezirksmuseum Marzahn-Hellersdorf (Bronze und Keramik)[3]

### Ausstellungsbeteiligungen (Auswahl)
- 1973 und 1975: Berlin („Plastik und Blumen“)

- 1975: Berlin, Altes Museum („In Freundschaft verbunden“)

- 1975: Wanderausstellung „Kleinplastik und Grafik“

- 1975, 1977, 1983: Halle, Bezirkskunstausstellungen

- 1980: Berlin, Ausstellungszentrum am Fernsehturm („Retrospektive Berlin“)

- 1981: Dresden („25 Jahre NVA“)

- 2010/2011: Halle/Saale, Kunstforum („Das Phänomen des Raumes. Auf den Spuren hallescher Bildhauertradition“)